# Ismail H'Maidat
Ismail H'Maidat (Enschede, 16 juni 1995) is een Nederlands-Marokkaanse voetballer die bij voorkeur als offensieve middenvelder speelt.

## Clubcarrière
H'Maidat speelde in de jeugd voor FC Twente, waar hij op zijn twaalfde werd weggestuurd vanwege wangedrag. Vervolgens kwam hij uit voor KV Turnhout, KVC Westerlo, Racing Genk, OH Leuven, Crystal Palace en RSC Anderlecht. In januari 2011 werd hij verkozen bij de 16 talenten voor de Nike Academy, een wedstrijd waaraan 100.000 jonge voetballers deelnamen. Hij speelde met het team wedstrijden tegen de jeugd van onder meer Juventus FC en Manchester United FC.
Na een kortstondige periode bij RSC Anderlecht werd H'Maidat in 2014 aangetrokken door het Italiaanse Brescia. Op 30 mei 2014 debuteerde hij in de Serie B tegen Trapani. In seizoen 2014/15 stond hij geregeld in de basis en speelde hij 29 competitiewedstrijden waarin hij één keer scoorde. In de winter van 2016 werd hij door drie miljoen overgenomen door AS Roma, dat hem vervolgens direct tot het einde van het seizoen verhuurde aan Ascoli Calcio. Bij Ascoli kwam H'Maidat niet tot spelen. Ook bij Vicenza kwam hij niet aan bod. Bij het Portugese SC Olhanense kwam hij in de eerste helft van 2017 tot acht wedstrijden en één doelpunt.
In het seizoen 2017/18 werd hij aan het Belgische KVC Westerlo verhuurd. Daar kwam hij tot drie optredens voor de club in januari 2018 de huurovereenkomst beëindigde. In maart 2018 werd bekend dat H'Maidat in België gevangen is gezet op verdenking van betrokkenheid bij vijf overvallen. Medio 2018 liep zijn contract bij AS Roma af. In november 2018 werd H'Maidat door de rechtbank in Turnhout veroordeeld tot een gevangenisstraf van 46 maanden waarvan 26 voorwaardelijk. In januari 2019 werd hij in hoger beroep vrijgesproken en in vrijheid gesteld.
H’Maidat tekende op 6 augustus 2019 een eenjarig contract bij Como, dat uitkomt in de Serie C. Hij maakte op 25 augustus zijn debuut voor Como tegen US Pertogolettese 1932. In 2020 verlengde hij zijn contract met een jaar. In januari 2022 werd hij verhuurd aan FC Südtirol.

## Interlandcarrière
Ismail H'Maidat kwam in 2015 drie keer uit voor Marokko –23. Op 11 oktober 2016 speelde hij eenmalig voor het Marokkaans voetbalelftal in een vriendschappelijke wedstrijd tegen Canada (4-0), als invaller na 74 minuten voor Ismail El Haddad.

## Clubstatistieken
| Seizoen | Club           | Competitie      | Wed. | Goals |
| ------- | -------------- | --------------- | ---- | ----- |
| 2013/14 | Brescia        | Serie B         | 01   | 0     |
| 2014/15 | Brescia        | Serie B         | 29   | 01    |
| 2015/16 | Brescia        | Serie B         | 12   | 0     |
| 2016/17 | AS Roma        | Serie A         | 0    | 0     |
| 2016/17 | → Vicenza      | Serie B         | 0    | 0     |
| 2016/17 | → SC Olhanense | Segunda Liga    | 08   | 01    |
| 2017/18 | → KVC Westerlo | Proximus League | 03   | 0     |
| 2019/20 | Como Calcio    | Serie C         | 16   | 0     |
| 2020/21 | Como Calcio    | Serie C         | 2    | 0     |